# Raubkammer
Raubkammer este o regiune împădurită care se întinde pe o suprafață de ca. 10.000 ha, situată în Lüneburger Heide, landul Saxonia Inferioară. Pădurea aparține unității militare Munster fiind un teren destinat exercițiilor militare. De aici izvoresc cele două ramuri ale râului Örtze.

## Istoric
După legendă ar fi avut sălașul cavalerul Moritz von Zahrenhusen, care în evul mediu ar fi jefuit în pădure convoaiele negustorilor. La data de 29 martie 1866 au fost împușcați de branconieri pădurarii Müller și Werner din Wulfsode. Placa lor funerară ulterior a fost dusă din pădure la biserica  St. Hippolit din Amelinghausen. In anul 1935 în timpul regimului nazist regiunea Munster-Nord a fost transformată în câmp pentru exerciții militare, fiind denumită „Heeresversuchsstelle Raubkammer bei Munster”.